# Mitarbeiterzeitschrift
Eine Mitarbeiterzeitschrift (auch Mitarbeiterzeitung, Werkszeitung, Personalzeitung, Werkzeitung, Unternehmenszeitung oder Hauszeitschrift) ist eine Form des Corporate Publishing, die der internen Kommunikation eines Unternehmens, einer Organisation oder einer Verwaltung dient. Sie soll vor allem Informationsquelle für die Mitarbeiter sowie als Bindeglied zwischen Belegschaft und Geschäftsleitung sein. Manche Mitarbeiterzeitschriften richten sich auch an ehemalige Mitarbeiter, die im Ruhestand sind.
Mitarbeiterzeitschriften werden intern (häufig von der Abteilung für Öffentlichkeitsarbeit) oder extern im Auftrag des Unternehmens bzw. Arbeitgebers herausgegeben.

## Geschichte
1849 erschien die erste bekannte Mitarbeiterzeitschrift in den USA. Die erste vergleichbare Publikation in Europa war 1882 das Werkjournal eines holländischen Betriebes. In Deutschland war der Schlierbacher Fabrikbote 1888 das erste Beispiel. Nach dem Ersten Weltkrieg nahm die Zahl der Betriebszeitschriften deutlich zu. So erschien beispielsweise der erste Bosch-Zünder am 15. März 1919. Eine Werks-Zeitung nach neuem Konzept erschien von Juni 1919 bis August 1920 auch im Stuttgarter Daimler-Werk auf Initiative des damaligen Vorstandsmitglied der Daimler-Motoren-Gesellschaft (DMG) Paul Riebensahm unter redaktioneller Mitarbeit des Soziologen Eugen Rosenstock-Huessy.
Die Deutsche Public Relations Gesellschaft schreibt jährlich den Wettbewerb „inkom. Grand Prix“ für Mitarbeiterzeitungen aus.

## Ergänzung zum Intranet
Mitarbeiterzeitungen wurden in vielen Firmen durch das Intranet ersetzt und ergänzen es heute nur mehr. Dazu ist eine eigene Online-Redaktion erforderlich. Ein Intranet (nicht-öffentliches Rechnernetz) kann die Funktionen der traditionellen Mitarbeiterzeitschrift nur dann erfüllen, wenn möglichst viele Mitarbeiter über einen Onlineanschluss im Unternehmen verfügen. Oft gelangen Produktionsmitarbeiter nach der Einführung eines Intranet nur schwer an relevante Information der Unternehmensführung – es sei denn, es gibt ein „Schwarzes Brett“, an dem aktuelle Informationen ausgehängt werden.

## Inhalte
Zentrale Aufgabe einer Mitarbeiterzeitschrift ist die Verbreitung von unternehmens- und branchenrelevanten Informationen. Die regelmäßige Unterrichtung der Betriebsangehörigen über die Lage des Unternehmens schreibt auch das Betriebsverfassungsgesetz vor. Weitere Ziele sind oft: 
- Entscheidungen der Geschäftsführung transparent machen,
- Neuigkeiten aus dem Unternehmen veröffentlichen und
- Unternehmenskultur und Corporate Identity zu pflegen.

Mitarbeiterzeitschriften werden auch genutzt, um Restrukturierungen zu kommunizieren.
Die Mitarbeiter sind gleichzeitig Zielgruppe und Interview- und Gesprächspartner mit Themenvorschlägen. Wenn die Geschäftsführung kritische bzw. skeptische Stellungnahmen aus der Belegschaft respektiert, kann das eine offene Unternehmenskultur fördern.
Eine Mitarbeiterzeitung hat meist den Anspruch, mehr als ein Sprachrohr der Geschäftsführung und ein Kummerkasten der Belegschaft zu sein. Einige Unternehmen haben die Redaktion ihrer Mitarbeiterzeitschrift nach außen verlagert, um einen Zensurverdacht zu vermeiden.